# Нестеренко, Григорий Карпович
Григо́рий Ка́рпович Нестере́нко (27 ноября 1916, Каневская, Кубанская область — 21 октября 1943, Чехоград, Запорожская область) — участник Великой Отечественной войны, старший летчик 291-го истребительного авиационного полка 265-й истребительной Мелитопольской авиационной дивизии 3-го истребительного авиационного корпуса 8-й воздушной армии 4-го Украинского фронта, лейтенант. Герой Советского Союза (1943).

## Биография
Родился 27 ноября 1916 года в станице Каневская ныне Каневского района Краснодарского края в семье казака. Окончил местную семилетнюю школу (ныне — средняя общеобразовательная школа № 1 станицы Каневской имени Г. К. Нестеренко), работал в колхозе.
Осенью 1932 года Григорий уехал в Ростов-на-Дону, где в 1934 году окончил школу фабрично-заводского ученичества, работал по распределению на Таганрогском хлебозаводе мастером-технологом хлебопечения.
В 1936 году он сдал экзамены в Ростовский финансово-экономический институт. Одновременно занимался в Ростовском аэроклубе. Весной 1939 года получил удостоверение пилота из рук В. С. Молокова.
В октябре 1940 года призван в Красную Армию и направлен в авиационную часть на Дальнем Востоке. Здесь он встретил начало Великой Отечественной войны.
В июле 1942 года окончил Военную школу лётчиков Дальневосточного фронта. Написал несколько рапортов об отправке на фронт, но только весной 1943 года был направлен в действующую часть.
С апреля 1943 года младший лейтенант Нестеренко воевал в составе 291-го истребительного авиационного полка. Менее чем за два месяца произвёл 30 успешных боевых вылетов, участвовал в 17 воздушных боях, сбил 5 самолётов противника лично и 1 в группе.
Приказом №: 3/н от: 24.05.1943 года по 265-й иад 3 иак Северо-Кавказского фронта младший лейтенант Нестеренко награждён орденом Красной Звезды за сбитие 1 истребителя противника и помощь в уничтожении 4 истребителей ФВ-190.
Приказом №: 10/н от: 19.06.1943 года по 3 иак Северо-Кавказского фронта младший лейтенант Нестеренко награждён орденом Красной Звезды за уничтожение в составе группы 9 и личное уничтожение 1 истребителя противника,чем спас своего ведущего и обеспечил успех группы.
Осенью 1943 года сражался в небе Донбасса и южной Украины. С 1 сентября по 21 октября 1943 года в боевых вылетах сбил 2 самолёта противника.
21 октября 1943 года группа истребителей 291-го истребительного авиационного полка сопровождала штурмовики Ил-2 в районе западнее города Мелитополь (Запорожская область). Боевое задание было успешно выполнено, ни один «ильюшин» не был потерян, но при прохождении линии фронта самолёт лейтенанта Нестеренко был подбит огнём зенитной артиллерии, а сам он был ранен. Отважный пилот направил объятую пламенем машину на скопление вражеских войск, совершив огненный таран. Всего к тому дню Нестеренко совершил 55 боевых вылетов, в 23 воздушных боях сбил лично 8 самолётов врага и 1 — в группе.
Останки пилота были похоронены в братской могиле села Новгородковка Мелитопольского района Запорожской области.

## Награды
- Указом Президиума Верховного Совета СССР от 1 ноября 1943 года за образцовое выполнение боевых заданий командования на фронте борьбы с немецко-фашистским захватчиками и проявленные при этом мужество и героизм лейтенанту Нестеренко Григорию Карповичу присвоено звание Героя Советского Союза (посмертно)[6].
- Награждён орденом Ленина, двумя орденами Красной Звезды, медалью "За оборону Кавказа".[7]

## Память
- В годы войны на средства трудящихся города Мелитополя, внёсших в фонд обороны 2 миллиона 37 тысяч рублей, была построена эскадрилья самолётов-истребителей имени Героя Советского Союза Григория Нестеренко.
- Приказом министра обороны СССР от 5 мая 1965 года Герой Советского Союза лейтенант Нестеренко Г. К. зачислен навечно в списки личного состава авиационной части.
- На здании Института народного хозяйства в городе Ростов-на-Дону установлена мемориальная доска, где указано: «В 1936—1940 годах в институте учился Нестеренко Григорий Карпович, лейтенант, Герой Советского Союза, повторивший в 1943 году подвиг лётчика капитана Гастелло».
- В 1998 году средней общеобразовательной школе № 1 станицы Каневской присвоено имя Г. К. Нестеренко[8].
- Одна из центральных улиц станицы Каневской названа в честь легендарного земляка-героя, установлен мемориальный камень[9].

- Памятная доска на здании РИНХ
- Мемориал в помещении РИНХ